# Sam Parker
Samuel (Sam) Parker (Sparta, 18 december 1906 – Eustis, 30 maart 1986)  was een Amerikaanse radiopresentator en stemacteur uit Miami. Na een auditie werd hij uitgekozen als vertolker van de rol van Gulliver in de film Gulliver's Travels.

## Filmografie
- Gulliver's Travels (1939) (stem van Lemuel Gulliver)
- Japoteurs (1942) (stem van Clark Kent)
- The Mummy Strikes (1943) (idem)
- Secret Agent (1943) (idem)